# Distocia

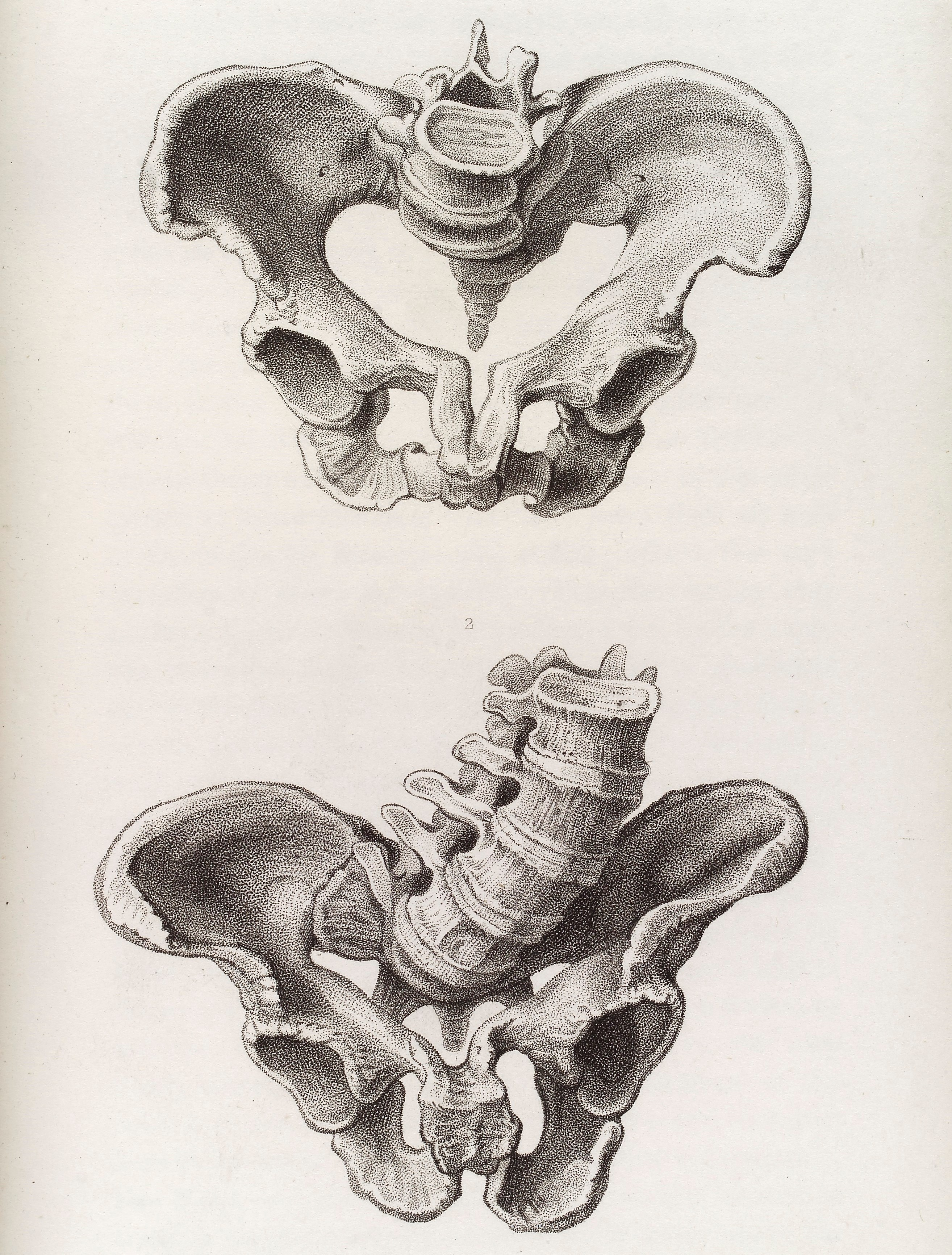
Ilustración de una pelvis femenina deformada: distorsión angular que podría provocar un parto obstructivo.

En medicina, el término distocia se emplea cuando el parto o expulsión procede de manera anormal o difícil. Puede ser el resultado de contracciones uterinas incoordinadas, de una posición anormal del feto, de una desproporción cefalopélvica relativa o absoluta o por anormalidades que afectan el canal blando del parto. Sin embargo, un embarazo complicado por distocia puede, con frecuencia, llegar a término con el empleo de maniobras obstétricas, como los partos instrumentados —por ejemplo, el uso de fórceps— o, comúnmente, por una cesárea. Los riesgos reconocidos de una distocia incluyen la muerte fetal, estrés respiratorio, encefalopatía isquémica hipóxica y daño del plexo braquial.

## Clasificación
La distocia de hombros es un caso específico de distocia en el que la porción anterior de los hombros no logra pasar por debajo de la sínfisis púbica o requiere una considerable manipulación para hacerlo. Es decir, una vez sale la cabeza fetal, se dificulta el desprendimiento de los hombros del estrecho canal de la pelvis materna. Aunque poco frecuente, la distocia de hombros es una emergencia obstétrica.
Una prolongación del segundo estadio del alumbramiento es otro tipo de distocia en el que el feto no ha sido expulsado al transcurrir tres horas desde que el cérvix materna esté completamente dilatada.

### Distocia de dinámica
La contractibilidad uterina inadecuada se denomina distocia disfuncional o dinámica. La distocia dinámica puede ser de tipo cuantitativo o cualitativo. A su turno, las distocias de tipo cuantitativo pueden ser por aumento de la actividad uterina (hiperdinamias) o por disminución de la actividad uterina (hipodinamias).
Las hiperdinamias pueden ocurrir desde el inicio del trabajo de parto; en tal caso se atribuyen a mayor excitabilidad uterina, al aumento de la secreción de oxitocina y a la contextura vigorosa del miometrio. También pueden ocurrir hiperdinamias cuando ya se ha iniciado del trabajo de parto, y su origen puede ser iatrogénico (administración exagerada de oxitócicos) o provocadas por obstrucción del parto. El síntoma principal es el aumento exagerado del dolor durante la contracción, el signo clínico es aumento de la consistencia del útero (leñosa) y se evidencia mediante monitoría electrónica por aumentos de la duración
de la contracción (mayor de 70 segundos), de la intensidad (mayor de 50 mmHg) y, secundariamente, del tono uterino. Las hiperdinamias pueden provocar hipoxia y sufrimiento fetal, parto precipitado, ruptura uterina, desprendimiento prematuro de placenta, desgarros del canal del parto y atonía posparto. Si no se establece ninguna medida terapéutica también puede ocurrir hipodinamia hipertónica (tétanos Uterino) o hipodinamia hipotónica secundaria por cansancio de la fibra muscular. 

#### Distocia Hipodinamia
Las hipodinamias es un tipo de alteraciones de la dinámica uterina caracterizada por una disminución de la frecuencia, intensidad o del tono basal del útero. Las hipodinamias pueden ser primarias cuando el útero nunca llega a contraerse normalmente. Las hipodinamias secundarias ocurren cuando, una vez iniciadas las contracciones uterinas normales y por razón de algún impedimento en el mecanismo del parto, generalmente cansancio del miometrio, se altera la dinámica uterina.

#### Hiperdinamia
Las distocias por hiperdinamias se caracterizan por una dinámica uterina en exceso e inefectiva, lo que conlleva a un parto prolongado. Éstas también son de tipo primarias y secundarias.

## Clasificación
Según su origen las distocias se clasifican en maternas y fetales.

### Distocias de origen materno
- Por  alteración de la contractilidad uterina.
- Por alteración de la pelvis ósea.
- Por anomalías de partes blandas del canal de parto

### Distocias de origen fetal
Las distocias de origen fetal se deben a que el tamaño anormal del feto o su presentación no permiten efectuar el parto.
La enfermedad debe estar familiarizada con el significado de los términos siguientes, empleados en la clínica relacionados con las distocias de contracción.

a) Alteraciones de la frecuencia de las contracciones:
- Oligosistolia. Se presenta menos de dos contracciones en 10 minutos.
- Polisistolia. Ocurre más de cinco contracciones en 10 minutos.

b) Alteraciones en la duración de las contracciones:
- Hiposistolia. Presencia de contracciones de menos de 30 s de duración de 30 mm Hg de intensidad.
- Hipersistolia. Trabajo de parto con contracciones de más de 60 s de duración y más de 50 mm Hg de intensidad.

c) Alteración del tono:
- Hipotonía. Presencia de contracciones de menos de 8 mm Hg de tono de base.
- Hipertonía. Las contracciones uterinas tiene un tono basal superior a 12 mm Hg.

d) Inversión del triple gradiente descendente:
- Se designa como inversión del triple gradiente descendente a la alteración en el sentido de alguno de los componentes de aquel: frecuencia, intensidad y duración.

En clínica lo más común es que no ocurra en forma aislada la alteración de alguno de los componentes del triple gradiente descendente, sino que se asocien dos o más de ellos, por ejemplo:

## Epidemiología
Internacionalmente, no existen estadísticas epidemiológicas de la frecuencia de partos anormales, probablemente debido a lo subjetivo que resulta el diagnóstico exacto. En los Estados Unidos, entre un 25-30 % de los partos son por cesárea, de los cuales la distocia representa un tanto como un 60 %. Por ello, la frecuencia de distocia estadounidense es aproximadamente 10 %. La distocia de hombros es menos frecuente, con una prevalencia de unos 5 casos por cada 1000 alumbramientos. La distocia de presentación es uno de los pocos casos en la que resulta considerablemente difícil intervenir con el fin de reducir la tasa de cesárea.

## Complicaciones
Debido a que el tratamiento de la distocia incluye un parto por cesárea, la condición se asocia a una mayor mortalidad y morbilidad, incluyendo dolor, daños de algunos órganos, trastornos de la fertilidad, infecciones, trombosis, coágulos, anemia y las secuelas que por lo general acompañan a las transfusiones sanguínea, si dicho procedimiento se amerita. Ciertas estadísticas sugieren que menos de una mujer por cada 2.500 cesáreas morirá, comparado con 1 en 10 000 para el parto vaginal.
La morbilidad del recién nacido es usualmente mínima, por lo general limitado a laceraciones iatrogénicas, es decir, producto de la cesárea. Todos los efectos secundarios para el bebé por razón de una cesárea, se aplican a operaciones para aliviar la distocia, incluyendo dificultades repiratorias.